# Lijst van burgemeesters van Anna Paulowna
Dit is een lijst van burgemeesters van de voormalige Nederlandse gemeente Anna Paulowna in de provincie Noord-Holland van het ontstaan op 1 augustus 1870 tot deze op 1 januari 2012 opging in de nieuwe gemeente Hollands Kroon.
| Ambtsperiode                     | Naam burgemeester              | Partij of stroming | Bijzonderheden                                                                                    |
| -------------------------------- | ------------------------------ | ------------------ | ------------------------------------------------------------------------------------------------- |
| 1870 - 1872                      | J.C. de Leeuw                  |                    |                                                                                                   |
| 1872 - 1887                      | Cornelis Egbert Perk           |                    |                                                                                                   |
| 1887 - 1901                      | Theodorus Johannes Waller      |                    |                                                                                                   |
| 1901 - 1907                      | J. Jelles                      |                    |                                                                                                   |
| 1907 - 1920                      | C. Wijdenes Spaans jr.         |                    |                                                                                                   |
| 1920 - 1938                      | G.J. Lovink                    |                    | Later waarnemend burgemeester van Schoorl.                                                        |
| 1938 - 1967                      | mr. M.Th. Mijnlieff            |                    | In 1945 was enige tijd Jan (J.A.E.) Buiskool waarnemend burgemeester van Anna Paulowna en Schagen |
| 1967 - 1976                      | Hendrik (H.) Warners           | PvdA               |                                                                                                   |
| 1977 - 1998                      | J. (Jan) den Ouden             | VVD                |                                                                                                   |
| 30 maart 1998 - 31 juli 1998     | L.A.G.M. (Loes) de Zeeuw-Lases | VVD                | Waarnemend                                                                                        |
| 1 juli 1998 - 31 juli 2000       | J. (Jan) den Ouden             | VVD                |                                                                                                   |
| 1 augustus 2000 - april 2001     | J.J. (Hans) Bulte              | CDA                | Waarnemend                                                                                        |
| april 2001 - maart 2002          | J.B.M. (Han) Meijer            | CDA                | Waarnemend                                                                                        |
| 1 maart 2002 - 30 september 2008 | A.J. (Arnoud-Jan) Pennink      | D66                |                                                                                                   |
| 1 oktober 2008 - 31 mei 2009     | J.J. (Joyce) Sylvester         | PvdA               | Waarnemend                                                                                        |
| 1 juni 2009 - 22 september 2010  | H. (Hans) van den Doel         | VVD                |                                                                                                   |
| 2010 - 2012                      | A.J. (Arnoud-Jan) Pennink      | D66                | Waarnemend                                                                                        |